# Connor Lade
Connor Cook Lade (Morristown, Nueva Jersey; 16 de noviembre de 1989) es un exfutbolista estadounidense. Se desempeñaba en la posición de defensor y jugó 8 temporadas en la Major League Soccer por los New York Red Bull, además jugó a préstamo en el New York Cosmos y el segundo equipo del Red Bull. 

## Trayectoria
Debutó con los New York Red Bulls en la Major League Soccer el 14 de abril de 2012, en un partido empatado 2 a 2 con el San Jose Earthquakes. El 28 de julio de 2014 fue transferido en calidad de cedido al New York Cosmos.
El 23 de octubre de 2019 a los 30 años, Lade anunció su retiro como futbolista.

## Selección nacional
El 6 de enero de 2013 fue convocado para representar a la selección estadounidense en un partido amistoso contra Canadá. El encuentro se jugó el 29 de enero, pero finalmente Lade no lo disputó.

## Estadísticas
Actualizado al último partido disputado.
| New York Red Bulls Estados Unidos |               |               |     |    |    |   |   |   |   |     |     |   |
| 1.ª | 2012          | 26            | 0   | 2  | 2  | 0 | 0 | 2 | 0 | 30  | 2   |   |
| 1.ª | 2013          | 5             | 0   | 1  | 0  | 0 | 0 | 0 | 0 | 6   | 0   |   |
| 1.ª | 2014          | 6             | 0   | 0  | 0  | 2 | 1 | 2 | 0 | 10  | 1   |   |
| 1.ª | 2015          | 18            | 0   | 3  | 0  | 0 | 0 | 0 | 0 | 21  | 0   |   |
| 1.ª | 2016          | 18            | 1   | 1  | 0  | 1 | 0 | 0 | 0 | 20  | 1   |   |
| 1.ª | 2017          | 21            | 0   | 2  | 0  | 0 | 0 | 1 | 0 | 24  | 0   |   |
| 1.ª | 2018          | 21            | 0   | 2  | 0  | 1 | 0 | 2 | 0 | 25  | 0   |   |
| 1.ª | 2019          | 11            | 1   | 1  | 0  | 4 | 0 | 0 | 0 | 16  | 1   |   |
| Total club | Total club    | 126           | 2   | 12 | 2  | 8 | 1 | 7 | 0 | 153 | 5   |   |
| New York Cosmos (préstamo) Estados Unidos |               |               |     |    |    |   |   |   |   |     |     |   |
| 2.ª | 2014          | 8             | 0   | -  | -  | - | - | - | - | 8   | 0   |   |
| Total club | Total club    | 8             | 0   | 0  | 0  | 0 | 0 | 0 | 0 | 8   | 0   |   |
| New York Red Bulls II (préstamo) Estados Unidos                                                                                                 |               |               |     |    |    |   |   |   |   |     |     |   |
| 2.ª | 2015          | 2             | 0   | -  | -  | - | - | - | - | 2   | 0   |   |
| 2.ª | 2018          | 2             | 0   | -  | -  | - | - | - | - | 2   | 0   |   |
| Total club | Total club    | 4             | 0   | 0  | 0  | 0 | 0 | 0 | 0 | 4   | 0   |   |
| Total carrera | Total carrera | Total carrera | 138 | 2  | 12 | 2 | 8 | 1 | 7 | 0   | 165 | 5 |
| (1) Incluye datos de la U.S. Open Cup (2) Incluye datos de la Liga de Campeones de la CONCACAF (3) Incluye datos de los play offs de la MLS Cup |               |               |     |    |    |   |   |   |   |     |     |   |